# Зона поражения (ЗРК)
Зона поражения — пространство (площадь, объём) вокруг аварии, катастрофы или иного бедствия природного или антропогенного характера, а также взрыва боеприпасов, в пределах которого поражаются люди, техника, объекты и др.  Зона поражения изображается в параметрической системе координат и характеризуется положением дальней, нижней, ближней и верхней границ.